# Дібров Пилип Давидович
Пилип Давидович Дібров (1915–1996) — полковник Радянської Армії, учасник Великої Вітчизняної війни, Герой Радянського Союзу (1945).

## Біографія
Народився 11 жовтня 1915 року в селі Піскунівка (нині — Слов'янський район Донецької області України) у селянській родині. Українець Закінчив сім класів школи, потім школу фабрично-заводського учнівства, після чого працював машиністом станційних машин на заводі «Червоний хімік» у місті Слов'янську. У 1936 — 1938 роках проходив службу в Робочо-селянській Червоній Армії, служив в окремій дивізії військ НКВС СРСР у Москві. У січні 1939 року Дібров повторно був призваний на службу в армію, служив у Харківському військовому окрузі, потім брав участь у радянсько-фінській війні, був поранений. У вересні 1940 року був звільнений у запас. Проживав у Краматорську, працював на заводі.
У липні 1941 року Дібров був втретє призваний до армії і спрямований на фронт Великої Вітчизняної війни. Пройшов шлях від заступника командира автороти до командира стрілецького батальйону. Брав участь у боях на Південно-Західному, Західному, Брянському, Сталінградському, Південному, 4-му Українському фронтах. 1943 року закінчив курси удосконалення командного складу. У боях двічі поранено. До квітня 1944 року капітан Пилип Дібров командував батальйоном 1271-го стрілецького полку 387-ї стрілецької дивізії 2-ї гвардійської армії 4-го Українського фронту. Відзначився під час визволення Криму.
10 квітня 1944 року батальйон Діброва без втрат переправився через Перекопську затоку і підійшов до Каркінітської затоки. 11 квітня він одним із перших десантувався на узбережжі Кримського півострова та захопив плацдарм. Противник зробив кілька контратак, але батальйон успішно відбив їх, знищивши більше двох рот німецької піхоти і взяв у полон близько 200 солдатів і офіцерів.
Десант посиленого стрілецького батальйону 1271-го полку дивізії був висаджений о 5 годині 20 хвилин 10 квітня 1944 року в районі 3 кілометрів на південний захід від Кураївки. Цьому десанту було поставлене завдання форсувати Перекопську затоку і не пізніше 6 години 10 квітня опанувати село Карт-Козак № 1. Дії десанту були дуже енергійними, після висадки на берег він швидко опанував Карт-Козак № 1 і змусив противника очистити Кураївку, що багато в чому сприяло успішному наступу.
Указом Президії Верховної Ради СРСР від 24 березня 1945 року за «зразкове виконання бойових завдань командування на фронті боротьби з німецькими загарбниками та виявлені при цьому мужність і героїзм» капітан Пилип Дібров був удостоєний високого звання Героя Радянського Союзу з врученням ордена леніна і медалі «Золота Зірка» за номером 6900 .
Після закінчення війни Дібров продовжив службу у Радянській Армії. Служив у Румунії, Болгарії, ДСВГ. 1948 року закінчив курси «Постріл». З листопада 1955 р. був інструктором-викладачем на курсах удосконалення офіцерського складу Київського військового округу. У квітні 1956 року у званні підполковника Діброва було звільнено в запас, у 1975 році йому було присвоєно звання полковника запасу. Жив і працював у місті Біла Церква Київської області України, помер 8 березня 1996.
Був також нагороджений орденами Червоного Прапора, Вітчизняної війни 1-го ступеня, двома орденами Червоної Зірки, а також рядом медалей.